# オオイワヒトデ
オオイワヒトデ Leptochilus neopothifolius Nakaike はウラボシ科のシダ植物の1つ。単羽状に分かれた葉を持つ。イワヒトデに似てより大きく、また地上に出ることが多い。

## 特徴
常緑性の多年生草本。根茎は長く伸びて横に走り、径は5-10mmあって先端付近には鱗片を密生している。鱗片は先端方向では線状披針形から狭披針形で先端は細く伸びて尖る。基部の方では広卵形でその縁はほぼ滑らか、褐色から暗褐色で格子状になっており膜質。全体としては長さ5-6mmほどある。
胞子葉と栄養葉の2形はほとんど見て取れない。葉柄は太めで長さ20-70cmに達し、基部近くには鱗片があり、それ以外の部分は笑い路をしている。葉身は単羽状複葉で頂羽片がはっきりしており、長さ40-80cm、幅25-50cmで輪郭は狭卵形をしている。側羽片は6-12対あり、それぞれ狭披針形で長さ10-25cm、幅1-2.5(-3)cmあり、先端に向けて次第に細くなって尾状に突き出す。基部は下部のものでは柄があり、上部のものでは葉身の基部が中軸に流れ、中軸には両側に翼がある状態になる。葉質は薄い紙質で、上面は黄緑色に近く、下面は色がやや薄く、全体に毛はなく、また縁は滑らかになっている。胞子嚢群は線形で、長さは1-2cm、斜め上に向けて伸びる。

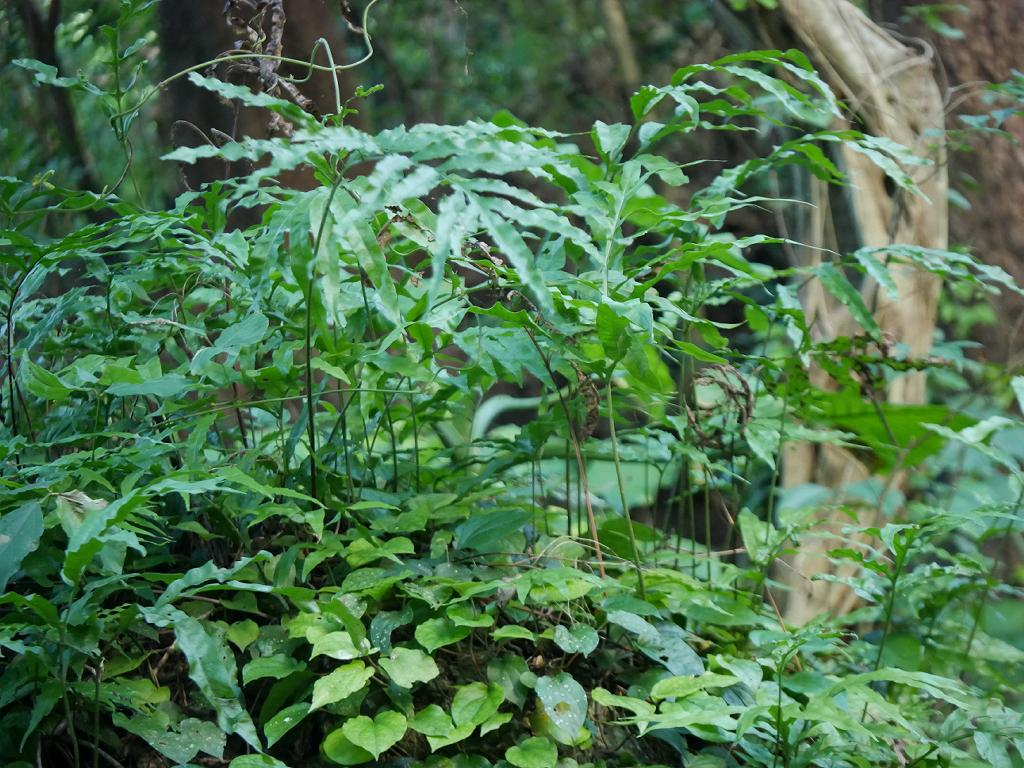
集団の様子
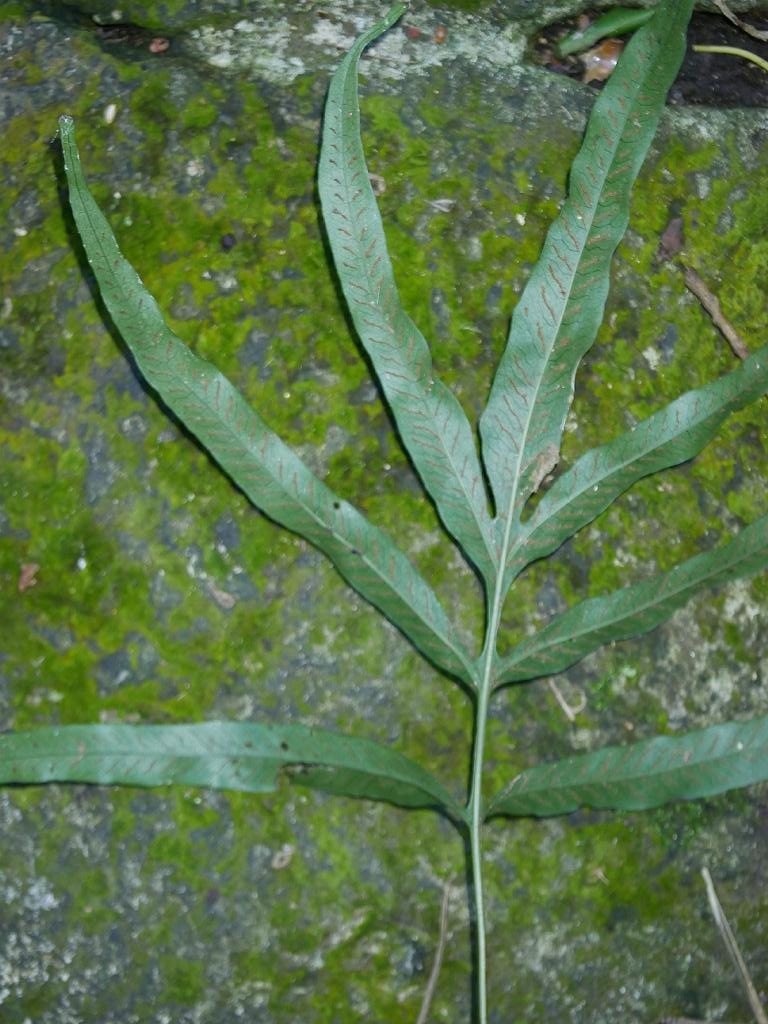
葉の裏面
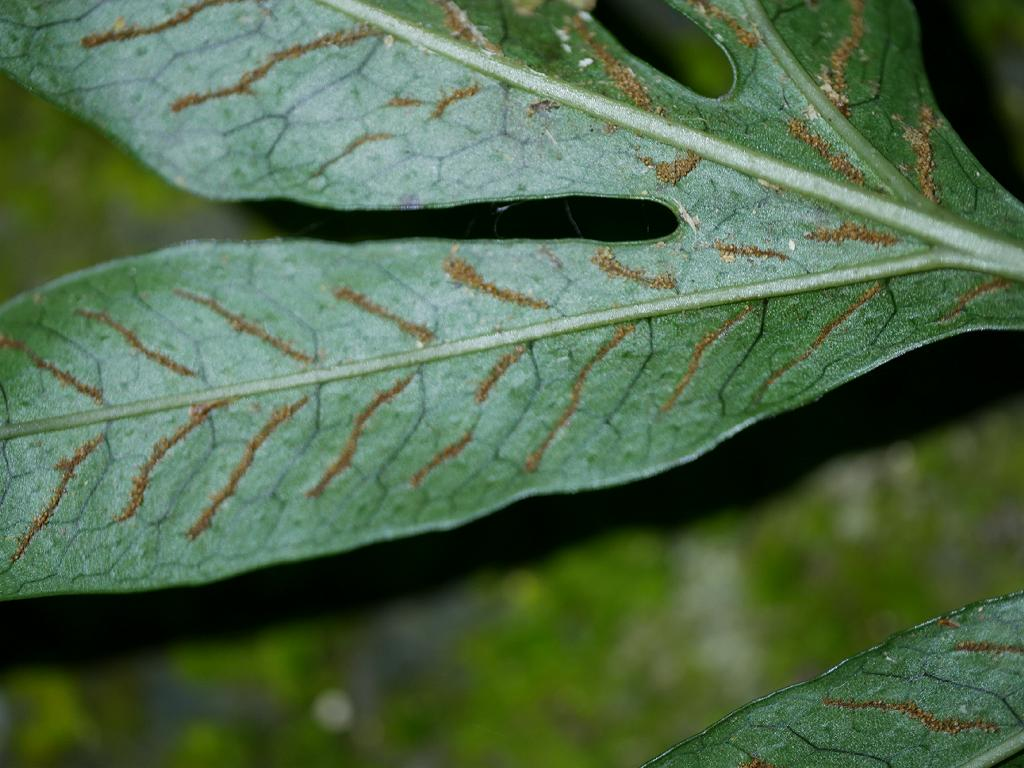
胞子嚢群

## 分布と生育環境
日本では四国の南部から九州、琉球列島、小笠原諸島(父島、母島)に分布し、国外では中国、台湾、南アジア、インドシナ半島から知られる。
山林の中に生え、よく群生をする。着生の種が多いグループではあるが、本種は主に地上に生える。

## 分類など
本種は従来はイワヒトデ属 Colysis に含められ、C. pothiofolia の学名が使われてきた。ところがこの学名が全く違う植物に当てられていたことが判明し、他方でイワヒトデ属が系統分類の見直しの結果オキノクリハラン属 Leptochilus に含まれてしまうことが判明した。そのためにこの属に含めた形に学名を変更すると Leptochilus pothiofolia となるわけだが、この学名は実はすでに日本では小笠原諸島に産するオキノクリハランに用いられている。そのために新たな種小名を与えたのが現在の学名となっている。
形態的にはイワヒトデ L. ellipticus とよく似ており、おおむね本種の方が大柄である点で区別される。たとえば根茎は本種が径5-10mmに対してイワヒトデは3-5mm、羽片の数は本種が6-12対あるのに対してイワヒトデは2-5対である。またイワヒトデでは形態的な差が少ないものの胞子葉と栄養葉では区別できるだけの違いがあるのに対して、本種の場合、ほとんど見分けがつかない。なお、この2種は生育条件にもやや差があり、本種が「地上」とあるのに対してイワヒトデでは「地上・岩上」、「地上や岩上」とあり、両種とも地上に出ることもあるが、本種ではほぼ地上に限るのに対して、イワヒトデはよく岩上にも出るもののようである。
なお、系統関係から見ると本種とイワヒトデは一番近縁なものではなく、本種に最も近いのはヤリノホクリハラン L. wrightii となっている。
他にコマチイワヒトデ L. elegans は本種に非常に似ており、葉の裏面が白色を帯びる点などで区別されるもので鹿児島県からのみ知られている。ただし本種との区別が難しい個体もいるとのことで、今後の研究が待たれるという。

### 種内変異、および雑種と思われるもの
本種の変種としてオニイワヒイトデ f. bipinnatifida は葉が二回羽状に切れ込んだもので、小笠原諸島と屋久島から知られているが海老原はこれを『奇形的な型』と言っている。またウスバイワヒトデは側裂片の数が5対ほどと少なく、胞子嚢群が短いもので、C. leptophylla の学名が与えられているが、海老原は本種の範囲に含まれると判断している。他にいわゆる獅子葉の奇形品が知られ、シシオオイワヒトデの名で呼ばれている。
本種に関係する自然雑種と思われるものに以下のようなものがある。
- L. neopothifolius × L. pteropus ウラノシダ：ミツデヘラシダとの雑種。石垣島、西表島。

以前にはミツデヘラシダがヌカボシクリハラン属、本種がイワヒトデ属であったためにこれは属間雑種と考えられていた。しかし現在では両種ともにオキノクリハラン属に移され、めでたく属内雑種扱いとなった。
- L. ×kiusianus アイイワヒトデ：イワヒトデとの雑種と推定される。宮崎県。

雑種であるとの判断は、普通は胞子の形状が安定しているかどうかで判断されるが、本属では雑種に限らずあまり安定しないとのこと。この雑種に関しては根茎の太さや葉の2形性の様子、葉脈の見え具合など、この2種の区別点に関する特徴が両者の中間的であるという点での判断であるという。
- L. elegans ×L. neopothifolius オオイワヒトデモドキ：コマチイワヒトデとの雑種と推定される。鹿児島県。
- L. ×shintenensis シンテンウラボシ：ヤリノホクリハランとの雑種。高知県、九州、琉球列島、済州島、台湾。

なお、ヒトツバイワヒトデ L. ×simplicifrons はイワヒトデとヤリノホクリハランの雑種であるが、シンテンウラボシとの区別が難しく、シンテンウラボシの記録に伊豆半島と紀伊半島があるのは、これと間違えたのではないかと海老原(2017)は記している。